# Élections de l'Assemblée nationale du pays de Galles de 2003
Les élections de l'Assemblée nationale du pays de Galles de 2003 (en anglais : National Assembly for Wales election, 2003 et en gallois : Etholiad Cynulliad Cenedlaethol Cymru, 2003) se sont déroulées le 1er mai 2003. Ce sont les deuxièmes élections pour l'Assemblée nationale du pays de Galles, créée en 1999.
Le Parti travailliste obtient à lui tout seul la majorité de 30 sièges nécessaire pour former un gouvernement, ce qui lui permet de ne pas avoir à renouveler sa coalition avec les Libéraux-démocrates. Rhodri Morgan reste Premier ministre. Le Plaid Cymru perd cinq AM, tandis que le Parti conservateur en gagne deux.

## Mode d'élection
Les 60 membres de l'Assemblée générale du pays de Galles sont élus suivant un système mixte. La région est divisée en 40 circonscriptions électorales qui élisent chacune un AM au scrutin uninominal majoritaire à un tour. Ces circonscriptions sont réunies en cinq régions électorales, qui élisent chacune quatre AM en suivant la méthode d'Hondt.

## Résultats
| Partis | Partis              | Circonscriptions (Scrutin majoritaire) | Circonscriptions (Scrutin majoritaire) | Circonscriptions (Scrutin majoritaire) | Circonscriptions (Scrutin majoritaire) | Circonscriptions (Scrutin majoritaire) | Régional (Scrutin proportionnel) | Régional (Scrutin proportionnel) | Régional (Scrutin proportionnel) | Régional (Scrutin proportionnel) | Régional (Scrutin proportionnel) | Total des sièges | Total des sièges |
| Partis | Partis              | Votes                                  | %                                      | +/−                                    | Sièges                                 | +/−                                    | Votes                            | %                                | +/−                              | Sièges                           | +/−                              | Total            | +/−              |
| ------ | ------------------- | -------------------------------------- | -------------------------------------- | -------------------------------------- | -------------------------------------- | -------------------------------------- | -------------------------------- | -------------------------------- | -------------------------------- | -------------------------------- | -------------------------------- | ---------------- | ---------------- |
|        | Travailliste        | 340 535                                | 40,0                                   | 2,4                                    | 30                                     | 3                                      | 310 658                          | 36,6                             | 0,6                              | 0                                | 1                                | 30 / 60          | 2                |
|        | Plaid Cymru         | 180 185                                | 21,2                                   | 7,22                                   | 5                                      | 4                                      | 167 653                          | 19,7                             | 10,8                             | 7                                | 1                                | 12 / 60          | 5                |
|        | Conservateur        | 169 842                                | 19,9                                   | 4,0                                    | 1                                      | en stagnation                          | 162 725                          | 19,2                             | 2,7                              | 10                               | 2                                | 11 / 60          | 2                |
|        | Libéraux-démocrates | 120 250                                | 14,1                                   | 0,6                                    | 3                                      | en stagnation                          | 108 013                          | 12,7                             | 0,2                              | 3                                | en stagnation                    | 6 / 60           | en stagnation    |
|        | Autres              |                                        |                                        |                                        | —                                      |                                        |                                  |                                  |                                  | —                                |                                  |                  |                  |

### Par circonscription (40)

Carte des résultats par circonscription.

| Circonscription                         | AMs                | Parti | Parti                        |
| --------------------------------------- | ------------------ | ----- | ---------------------------- |
| Aberavon                                | Brian Gibbons      |       | Travailliste                 |
| Alyn and Deeside                        | Carl Sargeant      |       | Travailliste                 |
| Blaenau Gwent                           | Peter Law          |       | Travailliste                 |
| Brecon and Radnorshire                  | Kirsty Williams    |       | Libéraux-démocrates          |
| Bridgend                                | Carwyn Jones       |       | Travailliste                 |
| Caernarfon                              | Alun Ffred Jones   |       | Plaid Cymru                  |
| Caerphilly                              | Jeffrey Cuthbert   |       | Travailliste                 |
| Cardiff Central                         | Jennifer Randerson |       | Libéraux-démocrates          |
| Cardiff North                           | Sue Essex          |       | Travailliste                 |
| Cardiff West                            | Rhodri Morgan      |       | Travailliste                 |
| Cardiff South and Penarth               | Lorraine Barrett   |       | Travailliste                 |
| Carmarthen East and Dinefwr             | Rhodri Glyn Thomas |       | Plaid Cymru                  |
| Carmarthen West and South Pembrokeshire | Christine Gwyther  |       | Travailliste                 |
| Ceredigion                              | Elin Jones         |       | Plaid Cymru                  |
| Clwyd South                             | Karen Sinclair     |       | Travailliste                 |
| Clwyd West                              | Alun Pugh          |       | Travailliste                 |
| Conwy                                   | Denise Idris Jones |       | Travailliste                 |
| Cynon Valley                            | Christine Chapman  |       | Travailliste                 |
| Delyn                                   | Sandy Mewies       |       | Travailliste                 |
| Gower                                   | Edwina Hart        |       | Travailliste                 |
| Islwyn                                  | Irene James        |       | Travailliste                 |
| Llanelli                                | Catherine Thomas   |       | Travailliste                 |
| Meirionnydd Nant Conwy                  | Dafydd Elis-Thomas |       | Plaid Cymru                  |
| Merthyr Tydfil and Rhymney              | Huw Lewis          |       | Travailliste                 |
| Monmouth                                | David Davies       |       | Conservateur                 |
| Montgomeryshire                         | Mick Bates         |       | Libéraux-démocrates          |
| Neath                                   | Gwenda Thomas      |       | Travailliste                 |
| Newport East                            | John Griffiths     |       | Travailliste                 |
| Newport West                            | Rosemary Butler    |       | Travailliste                 |
| Ogmore                                  | Janice Gregory     |       | Travailliste                 |
| Pontypridd                              | Jane Davidson      |       | Travailliste                 |
| Preseli Pembrokeshire                   | Tamsin Dunwoody    |       | Travailliste                 |
| Rhondda                                 | Leighton Andrews   |       | Travailliste                 |
| Swansea East                            | Valerie Lloyd      |       | Travailliste                 |
| Swansea West                            | Andrew Davies      |       | Travailliste                 |
| Torfaen                                 | Lynne Neagle       |       | Travailliste                 |
| Vale of Clwyd                           | Ann Jones          |       | Travailliste                 |
| Vale of Glamorgan                       | Jane Hutt          |       | Travailliste                 |
| Wrexham                                 | John Marek         |       | John Marek Independent Party |
| Ynys Môn                                | Ieuan Wyn Jones    |       | Plaid Cymru                  |

### Par région (20)

Carte des résultats par région.

| Région              | AMs              | Parti | Parti               |
| ------------------- | ---------------- | ----- | ------------------- |
| Mid and West Wales  | Nick Bourne      |       | Conservateur        |
| Mid and West Wales  | Glyn Davies      |       | Conservateur        |
| Mid and West Wales  | Lisa Francis     |       | Conservateur        |
| Mid and West Wales  | Helen Mary Jones |       | Plaid Cymru         |
| North Wales         | Brynle Williams  |       | Conservateur        |
| North Wales         | Mark Isherwood   |       | Conservateur        |
| North Wales         | Eleanor Burnham  |       | Libéraux-démocrates |
| North Wales         | Janet Ryder      |       | Plaid Cymru         |
| South Wales Central | Jonathan Morgan  |       | Conservateur        |
| South Wales Central | David Melding    |       | Conservateur        |
| South Wales Central | Leanne Wood      |       | Plaid Cymru         |
| South Wales Central | Owen John Thomas |       | Plaid Cymru         |
| South Wales East    | William Graham   |       | Conservateur        |
| South Wales East    | Laura Anne Jones |       | Conservateur        |
| South Wales East    | Mike German      |       | Libéraux-démocrates |
| South Wales East    | Jocelyn Davies   |       | Plaid Cymru         |
| South Wales West    | Alun Cairns      |       | Conservateur        |
| South Wales West    | Peter Black      |       | Libéraux-démocrates |
| South Wales West    | Janet Davies     |       | Plaid Cymru         |
| South Wales West    | David Lloyd      |       | Plaid Cymru         |